# روبرت سيرفيس
روبرت جون سيرفيس (مواليد 29 أكتوبر 1947) (بالإنجليزية: Robert John Service)‏ هو مؤرخ وأكاديمي بريطاني، له عدة كتب عن تاريخ الاتحاد السوفييتي، ولا سيما الفترة من ثورة أكتوبر إلى موت ستالين. كان حتى عام 2013 أستاذا للتاريخ الروسي في جامعة أوكسفورد، وزميلا في معهد هوفر بجامعة ستانفورد. عُرف بكتابته للسير الذاتية لكل من فلاديمير لينين وجوزيف ستالين وليون تروتسكي.

## مسيرته
أمضى سيرفيس سنواته الجامعية في كلية الملك بكامبريدج، حيث درس اللغة الروسية واليونانية الكلاسيكية. وقد التحق بجامعات إسكس وبلينينغراد، ودرّس في جامعة كيلي، قبل التحاقه بجامعة أكسفورد في عام 1998.
بين عامي 1986 و 1995، نشر سيرفيس سيرة ذاتية من ثلاثة أجزاء لفلاديمير لينين.
كتب العديد من المؤلفات حول التاريخ العام في روسيا في القرن العشرين. قام بنشر ثلاث سير ذاتية لأهم زعماء البلشفية: لينين (2000)، ستالين (2004)، تروتسكي (2009).

## روابط خارجية
- Robert Service's homepage
- Roberts، Russ (26 يوليو 2010). "Robert Service on Trotsky". EconTalk. Library of Economics and Liberty. مؤرشف من الأصل في 2017-06-16.
- Service مرات الظهور على سي-سبان